# ありったけのLove Song
「ありったけのLove Song」（ありったけのラブソング）は、日本のミュージシャンナオト・インティライミの3枚目のシングル。2010年9月29日発売。発売元はユニバーサルミュージック。

## 概要
- PVには山口尚美・綾部祐二が出演している。
- 2014年に一般社団法人音楽特定利用促進機構が主催する「ISUM ブライダルミュージックアワード2014」で“2014年、結婚式で最も人気の楽曲・アーティスト”の男性部門で表彰された[1]。

中学時代の友人が結婚する事になりそれを祝い作曲した楽曲である。初めて披露宴でビデオレターが披露され話題となった

## 収録曲
全作曲：ナオト・インティライミ
1. ありったけのLove Song [4:55]
作詞：ナオト・インティライミ・常田真太郎（スキマスイッチ）／編曲：NAOKI-T
2. LA RUMBA [4:12]
作詞：ナオト・インティライミ／編曲：大久保薫・ナオト・インティライミ
3. ありったけのLove Song [KARAOKE][4:55]
4. LA RUMBA [KARAOKE][4:12]